# Preikestolen

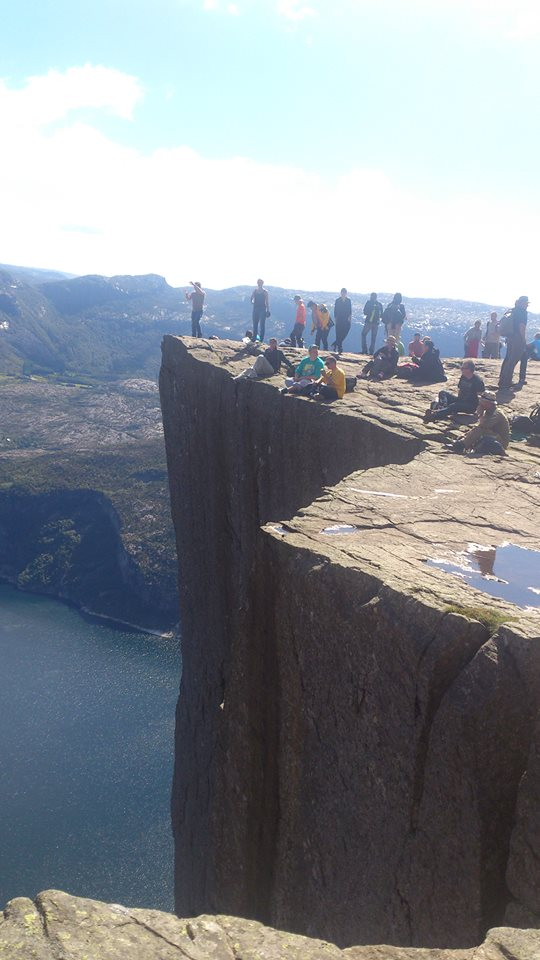
preikestolen pulpit

Preikestolen (nynorsk; v bokmål Prekestolen; starším názvem Hyvlatonnå; volně se dá přeložit jako Kazatelna) je obrovský kvádrovitý skalní blok vysunutý ze svislé skalní stěny a tyčící se 604 metrů nad modrou hladinou Lysefjordu v Rogalandu v Norsku.
Plochá vyhlídková plošina Preikestolenu poskytuje kruhový rozhled do dálky. Je jednou z nejvýznamnějších a nejnavštěvovanějších přírodních lokalit v Norsku, mnohými odborníky považován za jeden z velkých přírodních divů celé Evropy. Měří 25x25 metrů.

## Související články

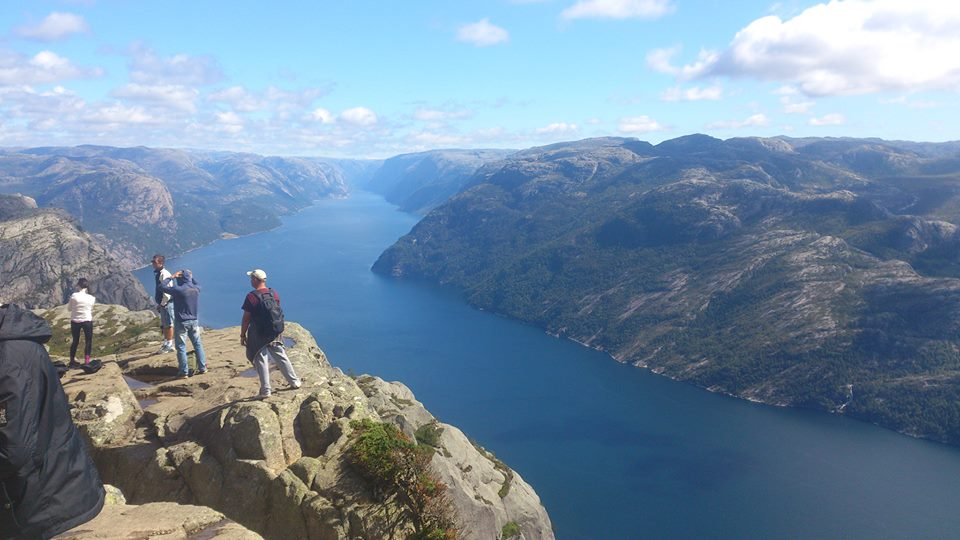
Skalní blok Preikestolen

## Externí odkazy

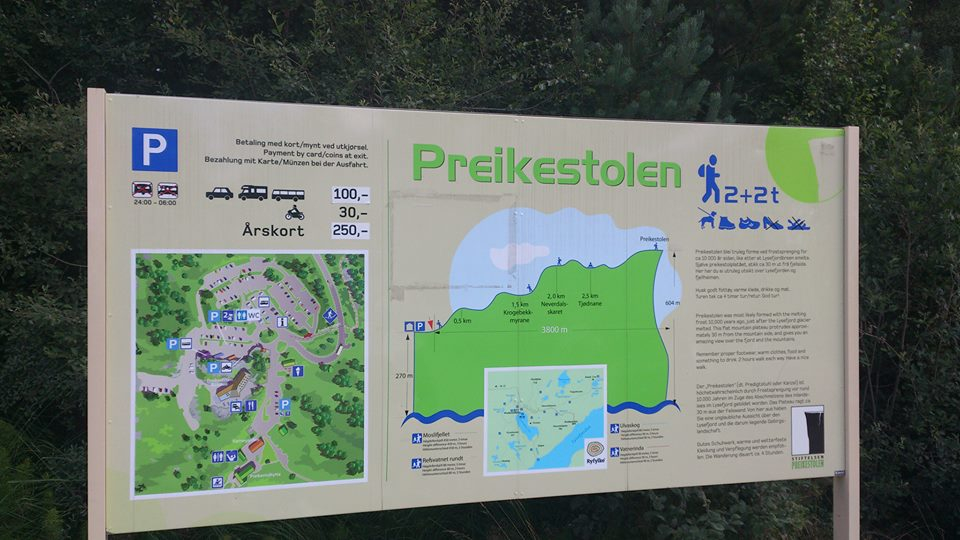